# Christian Allard
Christian Allard (ur. 31 marca 1964 w Dijon) – francuski polityk i samorządowiec zamieszkały i działający w Szkocji, poseł do Parlamentu Szkockiego (2013–2016), reprezentujący Wielką Brytanię deputowany do Parlamentu Europejskiego IX kadencji.

## Życiorys
Urodził się w Dijon we Francji. Po nauce w szkole średniej podjął pracę w branży rybackiej. W latach 80. osiedlił się w Szkocji, gdzie otworzył w Glasgow przedstawicielstwo europejskiego przedsiębiorstwa zajmującego się logistyką i transportem produktów z tej branży. Nie uzyskał brytyjskiego obywatelstwa.
Po kilkunastu latach pobytu w Szkocji dołączył do Szkockiej Partii Narodowej. W 2013 objął mandat posła do Parlamentu Szkockiego, który wykonywał do 2016. W 2017 wybrany do rady miejskiej Aberdeen. W 2019 uzyskał mandat posła do Parlamentu Europejskiego IX kadencji.